# 田島房邦

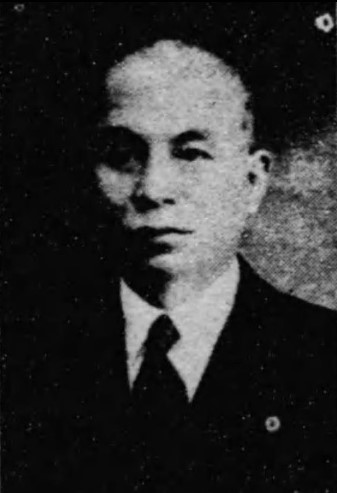
田島房邦

田島 房邦（たじま ふさくに、1882年（明治15年）9月15日 - 1962年（昭和37年）4月9日）は、日本の実業家、政治家。衆議院議員。旧姓・大塚。

## 経歴
東京府小石川区音羽町（現:東京都文京区音羽）の大塚家で生まれる。1890年、埼玉県北足立郡川口町（現:川口市）の田島家の養子となり、酒類卸業を営む。
川口商工会議所会頭、川口商工会長、同食糧品小売商業組合理事長、同小売統制組合理事長、埼玉県酒販組合連合会長、同業務酒々販組合理事長、川口食料品商業協同組合理事長、埼玉県生活物資活用協会会長、埼玉県酒類販売常務取締役などを務めた。
政界では、川口市会議員、同副議長、埼玉県会議員、同副議長を務めた。1947年4月、第23回衆議院議員総選挙で埼玉県第一区から民主党所属で出馬して当選し、衆議院議員を一期務めた。民主党常議員となる。